# Survivors (1975)
Survivors is een Britse post-apocalyptische-televisieserie van Terry Nation die door de BBC uitgezonden werd van 1975 tot 1977.
De serie gaat over het lot van een kleine groep mensen die een apocalyptische pestepidemie hebben overleefd. Deze pandemie werd per ongeluk door een Chinese wetenschapper veroorzaakt en verspreidde zich snel over de hele wereld via vliegreizen. De pest, ook wel "De Dood" genoemd, doodt binnen enkele weken ongeveer 4999 op 5000 mensen.

## Verhaal

### Eerste seizoen
Terwijl de wereldbevolking bijna volledig wordt uitgeroeid door een mysterieuze pandemie die per ongeluk is veroorzaakt door een Chinese wetenschapper, wordt de crisis eerst bekeken door de ogen van twee personages: Jenny Richards, een jonge werkende vrouw in Londen die van nature immuun is voor de ziekte, en Abby Grant, een vrouw uit de middenklasse die een comfortabel bestaan leidt in een buitenwijk. Ze kreeg het virus en herstelde er met moeite van, terwijl haar man overleed. Terwijl Abby op zoek gaat naar haar zoon Peter, die op kostschool zat toen de pandemie uitbrak, dwaalt Jenny doelloos door het platteland.
Andere belangrijke personages die in de eerste paar afleveringen worden geïntroduceerd zijn de vindingrijke ingenieur Greg Preston, de sluwe Welshman Tom Price en twee kinderen, John Millon en Lizzie Willoughby. Abby, Jenny en Greg komen uiteindelijk samen en beseffen dat ze helemaal opnieuw moeten beginnen, nu er van de beschaving die ze ooit kenden niets meer overblijft. Na verschillende avonturen onderweg vinden ze een landgoed genaamd The Grange, dat ze als uitvalsbasis kunnen gebruiken. Samen met andere overlevenden vormen ze een hechte gemeenschap van uiteenlopende individuen, verenigd door een gemeenschappelijk doel: de oude vaardigheden van landbouw en gereedschap maken opnieuw leren en proberen te leven in deze nieuwe wereld.

### Tweede seizoen
Nadat ze te horen heeft gekregen dat haar zoon nog leeft, heeft Abby The Grange verlaten om haar zoektocht voort te zetten. Ondertussen wordt de gemeenschap verwoest door een brand die velen het leven kost. De overlevenden sluiten zich aan bij een andere gemeenschap, Whitecross, geleid door Charles Vaughan, en richten zich opnieuw op de dagelijkse praktijk van het leven na de pandemie. Nieuwe hoofdpersonages in de Whitecross-gemeenschap zijn Charles' partner Pet Simpson, rondreizend dokter Ruth Anderson en landarbeider Hubert Goss. Regelmatige bezoekers van Whitecross, zowel vriendelijk als vijandig, fungeren als katalysator voor diverse dramatische situaties. Ten slotte brengt de komst van Noorse overlevenden de mogelijkheid om wereldwijd contact en technologie te herstellen. Om dit te bereiken, vertrekt Greg vanuit Whitecross in een luchtballon richting Noorwegen.

### Derde seizoen
Nadat ze te horen hebben gekregen dat Greg vanuit Noorwegen naar Engeland is teruggekeerd en gewond is, gaan Charles en Jenny te paard op zoek naar hem. Nadat Jack hem heeft gewaarschuwd heeft dat ze gevaar lopen, gaat Hubert hen achterna. De reis van het trio voert hen dwars door wat er nog over is van het Verenigd Koninkrijk, terwijl hun zoektocht verschillende keren een dood spoor oplevert. Onderweg ontmoeten ze een breed scala aan andere overlevenden. De serie blijft alternatieve reacties op de pandemie en wat er nodig is om te overleven onderzoeken. De derde serie plaatst de persoonlijke verhaallijn van de zoektocht naar Greg naast een breder verhaal over een samenleving die zich lijkt te herstellen, met federale gemeenschappen, ruilhandel en rudimentaire treinreizen met behulp van stoomlocomotieven die bewaard zijn gebleven op historische spoorwegen. Dit culmineert in de voorzichtige terugkeer van wet en orde, en de zoektocht naar herstel van de energievoorziening door middel van waterkracht.

## Boeken
Er zijn vijf romans gepubliceerd die verband houden met de serie:
- (en) Nation, Terry (1976). Survivors. Futura Publications. ISBN 0-8600-7170-7.
- (en) Eyers, John (1977). Genesis of a Hero. First Futura Publications. ISBN 0-8600-7558-3.
- (en) Eyers, John (2021). Salvation. Independently Published. ISBN 979-85-985-3143-3.
- (en) Milsea, Ethan (2021). Ghosts and Demons. (audioboek)
- (en) Sutherland, Doris (2022). Crusade. (audioboek)

Boeken over de serie zelf:
- (en) Marshall, Kevin P (1995). The Making of Terry Nation's Survivors. Fourth Horseman Publications.
- (en) Cross, Rich, Priestner, Andy (2005). The End of the World? The Unofficial and Unauthorised Guide to Survivors. Telos Publishing. ISBN 978-18-458-3001-4.